# Václav Slavibor Skrbenský z Hříště
Václav Slavibor Skrbenský z Hříště (23. srpna 1585 Velké Kunčice – 1619) byl šlechtic rytířského stavu z rodu Skrbenských z Hříště. K roku 1619 vlastnil na Těšínsku vsi Kunčice, Vratimov, Petřvald a Rakovec s celkem 162 osedlými. Byl dvakrát ženat, poprvé s Hedvikou Šelihovou z Řuchová a po její smrti se oženil podruhé s Evou Čelovou z Čechovic.